# Ocean Network Express

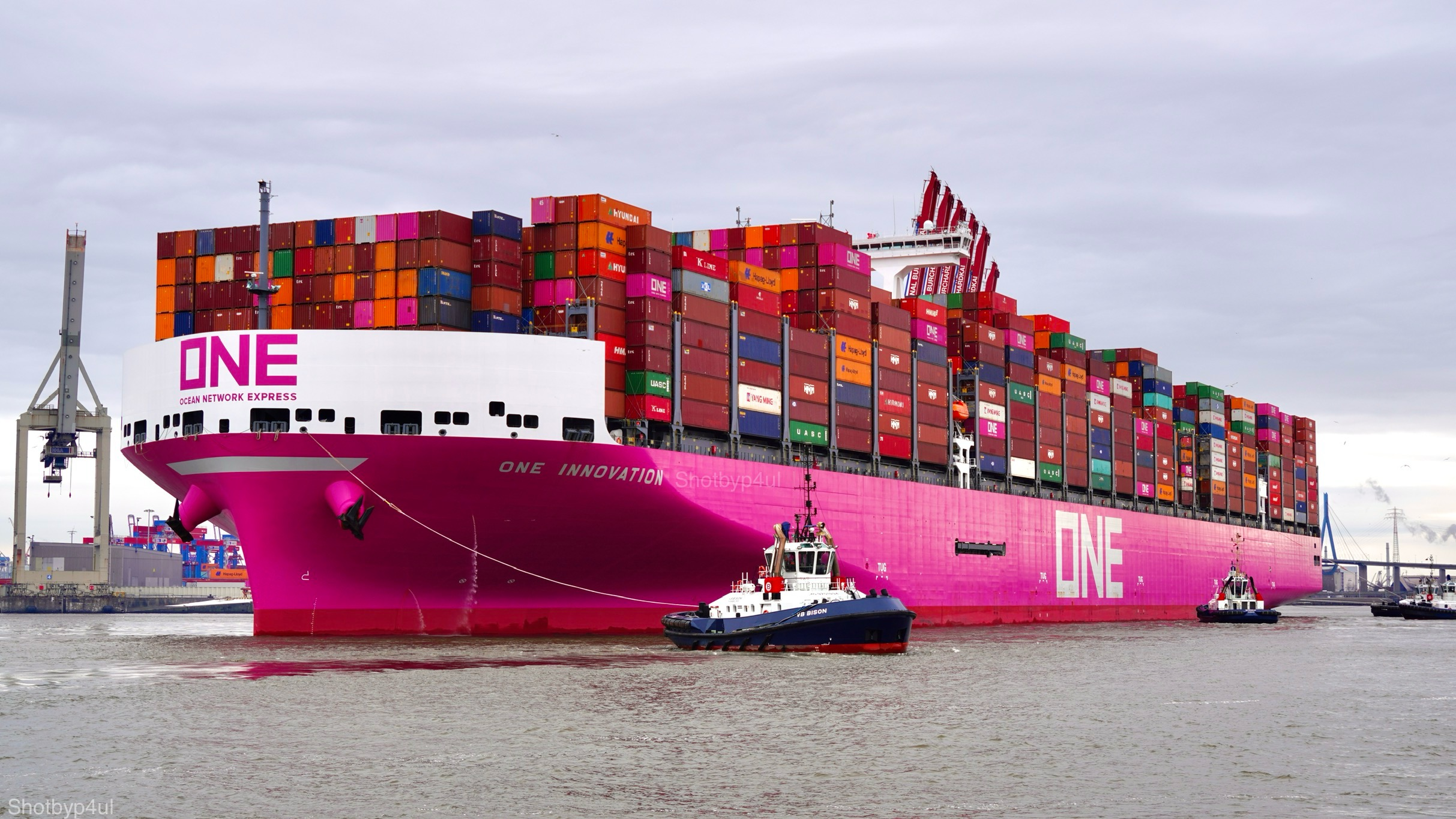
Die ONE Innovation 2024 im Hamburger Hafen

Ein 40 Fuß-Container von ONE

Ocean Network Express Pte. Ltd. (abgekürzt: ONE) ist eine singapurische Containerreederei, die durch die japanische Muttergesellschaft Ocean Network Express Holdings, Ltd. gesteuert wird. Das Unternehmen wurde am 7. Juli 2017 gegründet und nahm am 1. April 2018 die operative Geschäftstätigkeit auf.
ONE entstand aus der Vereinigung des Containergeschäfts der drei großen japanischen Reedereien NYK, MOL und “K” Line. Hierdurch war es schon zum Gründungszeitpunkt eine der größten Containerreedereien weltweit. Mit einem Anteil von 38 % ist NYK der größte Anteilseigner der Gesellschaft, MOL und die “K” Line halten jeweils 31 % der Anteile. Im Jahr 2019 war ONE, gemessen an der Gesamtkapazität der eigenen Flotte in 20-Fuß-Equivalent-Einheiten (TEU), die sechstgrößte Containerreederei der Welt mit einer Kapazität von rund 1,5 Millionen TEU. Durch das ONE-Netzwerk werden über 200 der größten Häfen der Welt verbunden. Nach seiner Gründung ersetzte ONE seine Vorgänger NYK, MOL und “K” Line als Mitglied des internationalen Containerkonsortiums The Alliance.